# Disfunción sexual post-ISRS
La disfunción sexual post-ISRS es una disfunción sexual causada por el uso de 'inhibidores selectivos de la recaptura de la serotonina' ISRS.
Es una disfunción sexual de tipo iatrogénica, causado directamente por el uso previo de algún ISRS. Si bien su ocurrencia es poco frecuente, una vez presente puede durar por meses, años, o incluso indefinidamente después de terminado el uso de los ISRS. 

## Síntomas
Uno o más de los siguientes síntomas persisten o comienzan después de la discontinuación de ISRS.
- Anestesia genital.
- Libido disminuida o ausente.
- Impotencia o lubricación vaginal reducida.
- La dificultad para iniciar o mantener una erección o de excitarse.
- Síndrome de excitación sexual persistente a pesar de la ausencia de deseo.
- Orgasmo silenciado, retrasado o ausente anorgasmia.
- Placer reducido o ausente durante el orgasmo (anhedonia eyaculatoria).
- Eyaculación prematura o precoz.
- Sensibilidad de la vagina, clítoris o pene debilitada.
- Respuesta a los estímulos sexuales disminuida o ausente.
- Volumen reducido del semen.

## Frecuencia
Es bien sabido que los ISRS pueden causar varios tipos de disfunción sexual. Estudios iniciales encontraron que tales efectos secundarios ocurren en menos del 10% de pacientes, pero esos estudios se basaban en informes espontáneos de los pacientes, por lo que la frecuencia de tales problemas fue subestimada. 
En estudios más recientes, los doctores han preguntado específicamente por dificultades sexuales que emergieron con el tratamiento, y encontraron que están presentes en hasta 60% de los pacientes.
Sin embargo, mientras que la disfunción sexual es obviamente muy común mientras el paciente toma ISRS, el problema de la disfunción persistente después de la discontinuación del tratamiento de ISRS no parece ser tan frecuente, o al menos no tan bien investigada o comprendida. 
El inicio de problemas sexuales ocurre a menudo durante, y a veces después, del uso extendido de ISRS pero ha habido informes de un inicio bastante rápido.
En un estudio en el cual cambiaron a los pacientes con la disfunción sexual inducida por ISRS a amineptine, un antidepresivo dopaminérgico, el 55% todavía sufría por lo menos un cierto tipo de disfunción sexual después de seis meses en compareción con el 4% en el grupo de control tratado con el amineptine únicamente.
Debe considerarse que los efectos secundarios persistentes son divulgados raramente por ensayos clínicos porque éstos se terminan normalmente durante o antes de la terminación del tratamiento, lo que puede causar un error grave en la estimación de la frecuencia en que ocurre el síndrome.

## Causa
En la actualidad se desconoce qué causa la disfunción sexual post-ISRS. Al tener desconocimiento sobre los efectos a largo plazo de un tratamiento de ISRS, la mayoría de los médicos automáticamente los atribuyen a causas psicológicas.
Entre los efectos secundarios sexuales más frecuentes de los ISRS sobre la sexualidad masculina destacan la impotencia y la eyaculación retardada.
Aun así, la fluoxetina (Prozac), el ISRS prototípico, está clasificado como una toxina reproductiva por el Centro para la Evaluación de Riesgos a la Reproducción Humana, un panel de expertos del Instituto Nacional de Ciencias de la Salud Ambiental, parte de la organización National Institutes of Health.